# 深港西部通道
深港西部通道（英語：Hong Kong-Shenzhen Western Corridor；拼音：Shēngǎng Xībù Tōngdào），海上桥梁段称为深圳灣公路大橋（英語：Shenzhen Bay Bridge），是來往香港與廣東省深圳市的第4條跨境行車通道，亦是香港10號幹線的一部份，於2007年7月1日中午由訪港的中共中央總書記、國家主席胡錦濤主持啟用儀式，並於傍晚6時正式通車，以慶祝香港主權移交十週年。此路段大部分为右驾左驶但全线實行香港法，與港珠澳大橋不同。深港西部通道曾是 广深沿江高速的一部分。

## 名稱
2002年深圳市人民政府提交中央人民政府（國務院）的計劃書之中，當中深港西部通道包括大橋及口岸在內。而香港委託深圳興建的港方口岸區，當初被稱為「深港西部通道港方口岸設施」，證明兩地視公路大橋及口岸為同一項工程建設。
《人民日報》在2003年明確報導，大橋命名為深圳灣公路大橋，設有轉換車道立交桥及口岸，同為深港西部通道的一部分。口岸在2004年命名為深圳灣口岸。隨著2007年8月24日在政府憲報刊登公告起，深圳灣公路大橋亦在香港成為大橋的正式名稱，公告更定立官方的起點為港深西部公路的交界處，終點則為深圳灣口岸港方口岸區內的四條斜路，包含橋頭车道转换立交桥。
但其後在香港方面，香港特區政府在跨境行車通道及口岸開幕儀式當中（2007年7月1日），棄用深港西部通道作為總稱，直接使用深圳灣公路大橋及深圳灣口岸兩個名稱。而在2007年《深圳灣口岸港方口岸區條例》的香港立法會文件中，深圳灣公路大橋亦被標注別稱為深港西部通道。而一些香港政府部門，例如通訊事務管理局的宣傳品，更分別列出「深港西部通道」與「深圳灣口岸」為兩個地點，而宣傳品內文所講的「深港西部通道」，實為深圳灣公路大橋。
而傳媒更混用深港西部通道、深圳灣公路大橋、深圳灣口岸指代該跨境行車通道，或分別使用該三個名稱，指該三個建築物。例如中國官方新華社在報導深圳灣口岸開幕儀式，標注深圳灣口岸或稱深港西部通道。在報導發生在深圳灣公路大橋上的車禍，深港西部通道（連同簡稱深西通道）與深圳灣公路大橋（連同簡稱深圳灣大橋）兩個名稱均有香港傳媒使用，甚至兩者並用。而在深圳方，亦經常使用深港西部通道作為名詞報導與通道有關的事物，例如西部通道的侧接线。而事實上，深圳灣公路大橋甚至一部分港深西部公路為禁區封閉式道路，旅客及跨境車輛必然使用屬於深港西部通道的深圳灣公路大橋及深圳灣口岸，來往深港兩地，故此三名稱共通其中一個意思：跨境交通基建。
最後雖然前稱為后海灣幹線的港深西部公路與深港西部通道名稱非常相近，但兩者均不是另一方的一部分，但兩者均是香港10號幹線已興建部分。如前文所述，一部分港深西部公路與深港西部通道為封閉道路，而港深西部公路北段與深港西部通道香港段的總承建商，均是金門建築或金門建築的合營公司，故此兩段道路有不少淵源。

## 路線

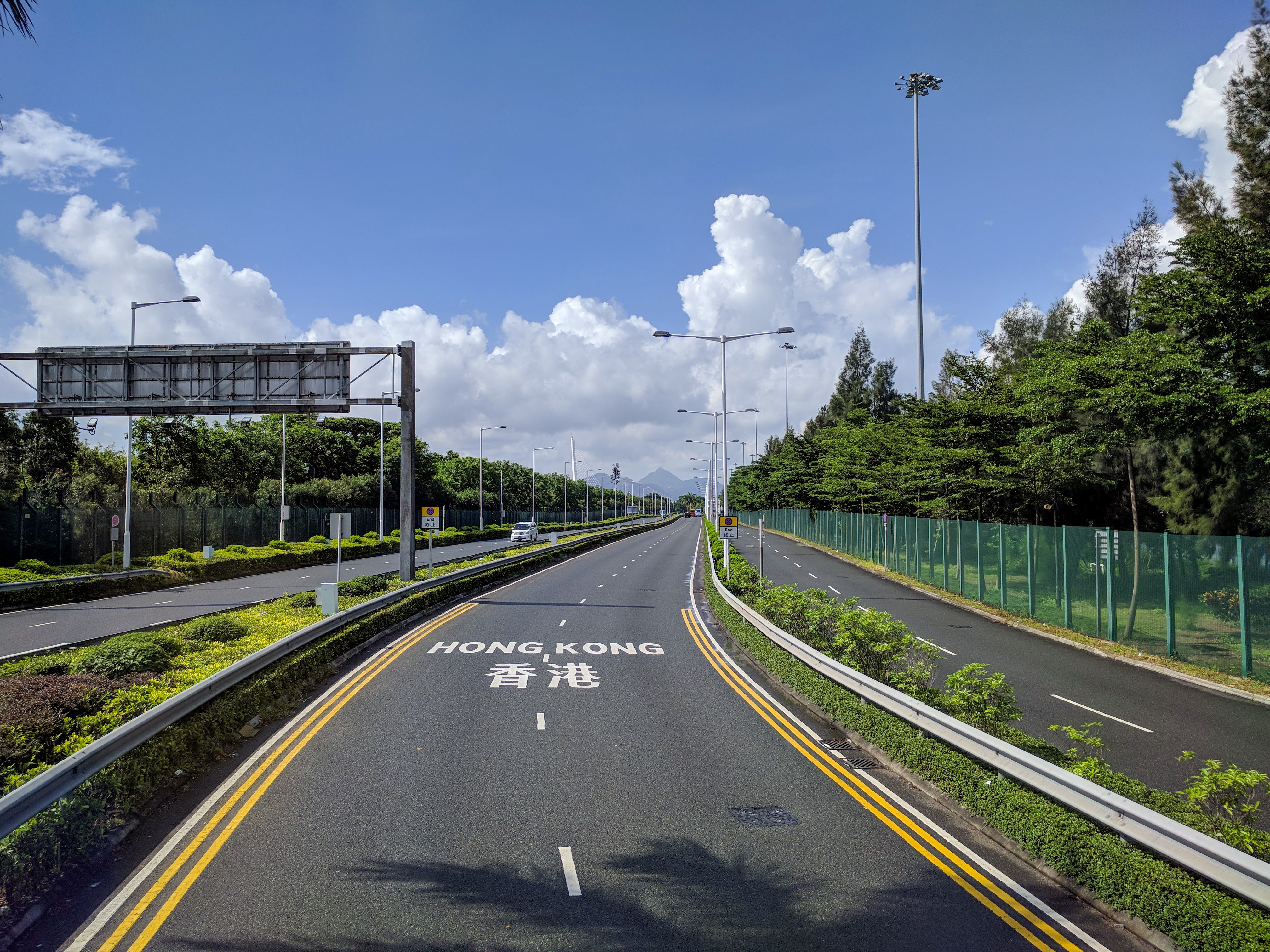
深圳湾大桥深圳一侧的地面标线指示。

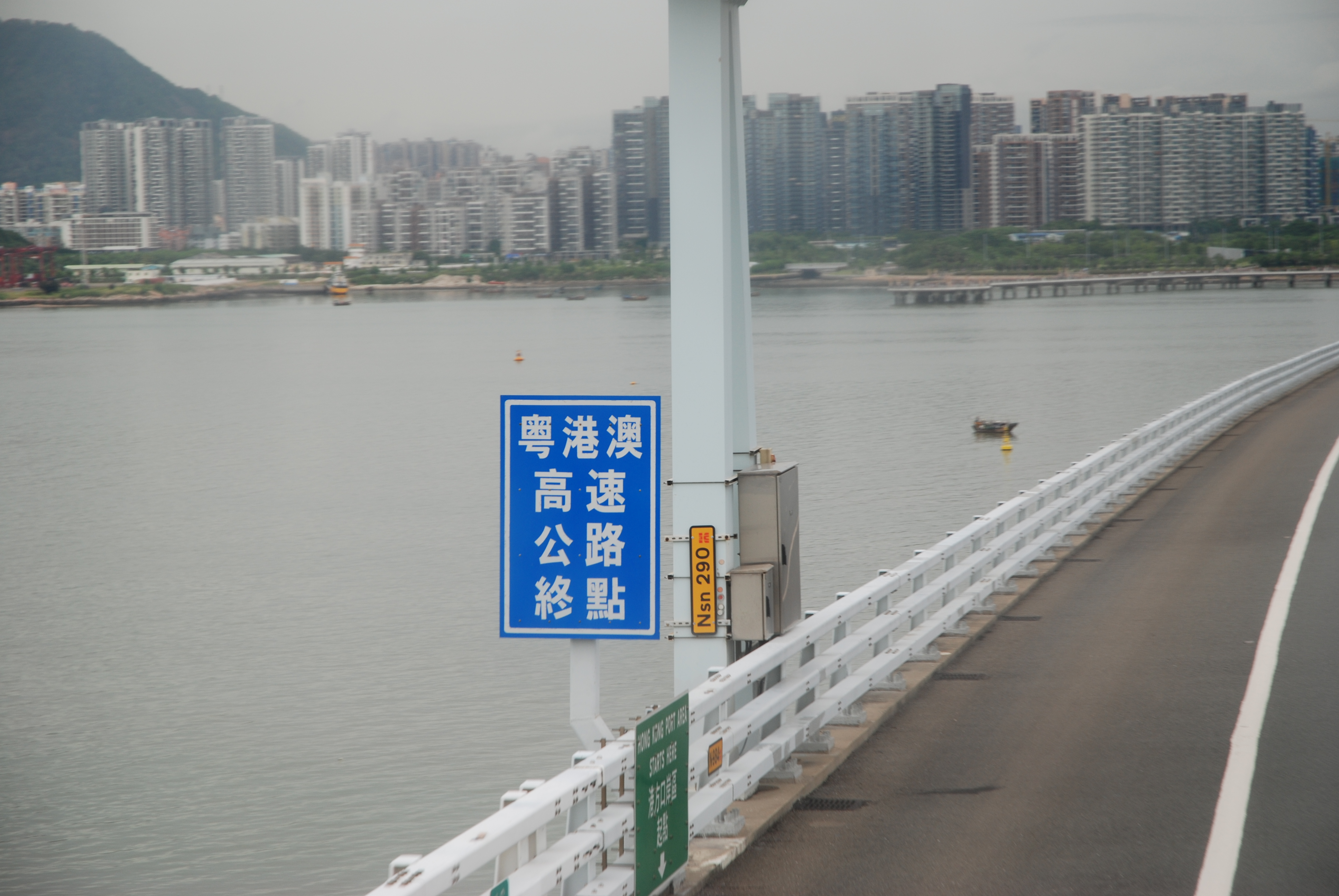
位于粤港边界港方一侧的“粤港澳高速公路终点”路牌，该路牌使用中国大陆交通标准，但以繁体字制作。

深圳灣公路大橋全長約4.5公里，是三線雙程分隔車道，屬於快速公路，分為香港段及深圳段。立法會財委會撥款32億港元建造深圳灣公路大橋香港段，而配套工程例如深圳灣口岸香港口岸區建設費，財委會撥款25億港元，深圳灣口岸土地平整費，香港政府另外需要分擔人民幣15億3,700萬元，港深西部公路（前稱后海灣幹線）則撥款46億港元
，連同設計及前期建設費，深港西部通道香港段及港深西部公路，實際造價超過100億港元。而在深圳方：深圳灣公路大橋深圳段、深圳灣口岸深圳口岸區及其他配套工程（不含深方連接路），設計造價為24億元人民幣。
通道由深圳南山區蛇口東角頭的深圳灣口岸開始，經過深圳灣公路大橋，橫跨后海灣（中國大陸稱深圳灣）到鰲磡石連接同屬10號幹線的港深西部公路。但鰲磡石並不設有出口，而最近的出口是位於港深西部公路中段的廈村交匯處。廈村交匯處以北的道路，更需要有許可證才可合法使用。
而當初建議興建深港西部通道的顧問報告之中，其實亦將后海灣海岸公路納入配套的選項之中，故此深港西部通道止於鰲磡石，直接接上到港深西部公路，但設計上亦有考慮由鰲磡石沿后海灣海岸向南接駁其他道路。雖然顧問報告其後指出，興建屯門西繞道更可取。而香港政府，亦曾將10號幹線（北大嶼山至元朗公路－北段）提交立法會審理，但立法會財委會當時（2002年3月8日）同意興建深港西部通道及港深西部公路，但反對10號幹線（北大嶼山至元朗公路－北段）的撥款，使由深圳經深港西部通道、港深西部公路的車流量，到達終點元朗公路後，便繼續使用原有公路網絡抵達香港各區，而非當初設計。而擬建的10號幹線（北大嶼山至元朗公路－南北全段）現已改稱為11號幹線。
現時經由深港西部通道到香港的中國大陸車輛能經元朗公路北行到元朗、新界其他地方，或接駁青朗公路（前稱3號幹線郊野公園段）到市區，或經元朗公路南行到屯門，或接駁屯門公路到市區。
為方便通關，深圳灣口岸實行一地兩檢，整條深圳灣公路大橋——包括行政上屬中國大陸的部份——皆交由香港管理，實行香港法律；而大橋屬於邊境禁區，因此只限獲發許可證的車輸行駛。
隨著中華人民共和國交通運輸部啟動全國高速公路統一命名和編號工作，也列為廣深沿江高速公路的一部份，並罕有地在香港管轄範圍內設有中國大陸公路格式之路牌（縱使地理上屬中國大陸），指示訖點。廣深沿江高速公路（深圳段）在建成後，深港西部通道將通過侧接线，與廣深沿江高速公路的月亮湾大道對接。而廣深沿江高速公路全段建成後，起點位於广州黄埔G107国道，终點位于深圳深港西部通道。

## 歷史

### 背景
香港原本只有落馬洲、文錦渡及沙頭角的3條陸路跨境行車通道。其中落馬洲的每日雙向行車量，在1999年時約有23,500架次、而文錦渡約有10,000架次、沙頭角約有2,000架次，而行車量受到內地設施及支路的容車量所限制，以鄰近深圳市中心的文錦渡為甚。而三個行車通道，容車量已接近飽和。通過研究，顧問公司估計興建深港西部通道，能應付2020年前的估計需求（中增長估算）或2016年前估計需求（高增長估算）。
早於1996年深圳市人民政府已經上报国家有关部门，建議興建深港西部通道（深圳湾公路大桥）。粵港兩地政府經過研究後，決定興建深港西部通道，並耗資46億港元興建后海灣幹線（即港深西部公路）、擴建元朗公路（每方向兩線擴闊至三線）作為配套設施，以容納由深港西部通道帶到新界西北兩條通往市區的主要幹道的額外車流。預計每日深港西部通道可處理車輛5.86萬輛。

### 年表

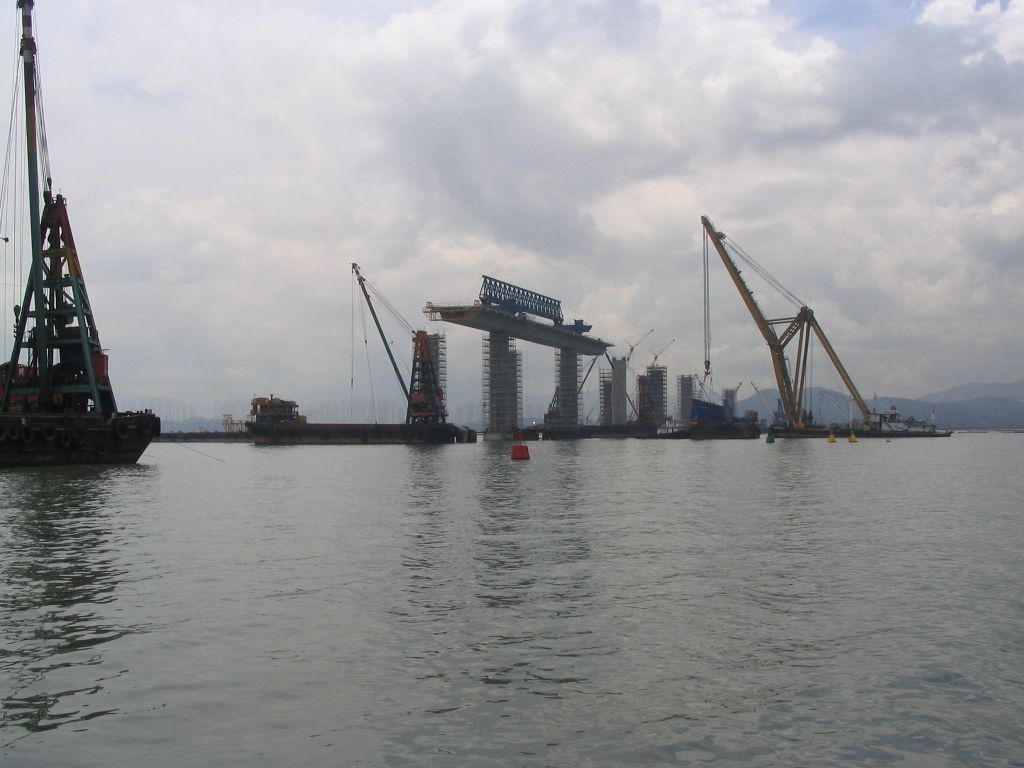
深圳灣公路大橋於香港與深圳的邊界附近施工情況，圖中遠方為元朗區鰲磡石一帶。此圖拍攝於2004年9月。

- 約1990年代：深圳市政府向香港政府建議興建深港西部通道[33]
- 1995年9月：香港政府展開《跨境通道研究》，回應興建深港西部通道及伶仃洋大橋的建議[33]
- 1996年5月：香港政府完成《跨境通道研究》[33]
- 1996年，深圳市政府向国家有关部门上報《深港西部通道（深圳湾公路大桥）项目建议书》[4]
- 1997年，中央人民政府（国务院）印发《国务院印发国家计划委员会关于审批〈深港西部通道（深圳湾大桥）项目建议书〉的请示的通知》[4]
- 1997年：香港政府展開《新跨界通道可行性研究第一階段》[33]
- 2001年3月：香港政府完成《跨境通道進一步研究第二階段》，建議興建第四條陸路跨境通道（即深港西部通道）及其連接路（即后海灣幹線）[34]
- 2002年3月8日：香港立法會財委會，通過撥款6,610萬港元及8,770萬港元（付款當日價計算），用以委聘顧問就擬建的深港西部通道及后海灣幹線進行詳細的設計及相關的工地勘測工程[21]
- 2002年3月15日：深港西部通道和后海灣幹線的道路計劃刊憲[31]
- 2002年11月4日：香港環保署署長批准深港西部通道的環評報告[31]
- 2002年12月12日，深圳市政府的方案被批准，国务院發表《印发国家计委关于审批〈深港西部通道（深圳湾公路大桥）可行性研究报告〉的请示的通知》[4]
- 2003年2月21日：香港立法會財委會，通過撥款31億8,800萬港元及45億9,460萬港元（付款當日價計算），以築建深港西部通道香港段及后海灣幹線[21]
- 2003年6月19日：金門建築[註 3]中標興建后海灣幹線北段，合約價17億1,600萬港元[36]（根據金門建築，合約價為20億港元[37]）
- 2003年6月23日：中國建築聯營公司中標興建后海灣幹線南段[36]
- 2003年7月18日：香港立法會財委會，通過撥款25億100萬港元（付款當日價計算），建造位於深圳市境內的深圳灣口岸香港口岸區[21]
- 2003年8月25日：金門、斯堪卡與中鐵大橋局的聯營公司，中標興建深港西部通道香港段，建築費約為22億港元[38]（根據金門建築，合約價為20億港元[39]）
- 2003年8月28日，深港西部通道奠基典礼在深圳舉行[1]。
- 2004年7月22日：香港政府委託深圳建設方：深港西部通道工程建設辦公室，興建深圳灣口岸香港口岸區[5]
- 2004年8月10日：舉行深圳灣口岸旅檢大樓動工典禮[40]
- 2006年1月20日，深圳灣公路大橋香港段與深圳段合攏[41][42]。
- 2007年4月15日，深港西部通道的香港段和深圳段皆各自舉行步行活動，香港段是深港西部通道百萬行。
- 2007年7月1日，由訪港的中共中央總書記兼國家主席胡錦濤、香港特區行政長官曾蔭權、中共廣東省委副書記兼廣東省人民政府省長黃華華、深圳市人民政府市長許宗衡、香港保安局局長李少光，以及深港工程代表7人，為深圳灣口岸開通儀式剪綵[8]。其他嘉賓計有中共中央政治局委員兼中共廣東省委書記張德江、中共深圳市委書記李鴻忠、香港運輸及房屋局局長鄭汝樺、香港終審法院首席法官李國能、香港政務司司長唐英年、香港財政司司長曾俊華、香港律政司司長黃仁龍、香港立法會主席范徐麗泰及香港行政會議召集人梁振英[8]等。

## 爭議
深港西部通道對后海灣米埔自然保護區有一定影響，因為遷徙雀鳥定必經過深港西部通道才能到達米埔自然保護區。
深港西部通道由興建到啟用十年後，仍有不少爭議。例如在興建期間《深圳特区报》報導有市民懷疑深圳市政府將工程分拆，只將深圳侧主體工程上報中央政府，而將西部通道深圳侧接线工程、甚至口岸的生活服务区，留給市政府部門自行批核，有不合國家法規之嫌。另外又有市民質疑工程的环评报告。《深圳特区报》記者同時訪問市政府法律顾问室主任胡建农，胡認為兩者合法合規。
2015年深圳市审计局發表审计报告，批評深圳方建設單位：深港西部通道工程建設辦公室多項問題，例如部分項目超支、部分項目沒有公開招標、以及違規支付與工程無關的費用等。而在深港西部通道香港段落成不久，香港政府揭發外判工程顧問所提供的圖則出現問題，偏差達3.75米。
西部通道落成多年後，香港《東方日報》在2017年刊登一篇署名龍七公的評論，認為同類基建港珠澳大橋的車流量遠遜預期，恐成為香港政府財政包袱。內文亦同時指出，深圳灣口岸是香港政府錯估跨境車流量的例子之一，並指出使用深圳灣口岸的跨境車流（計算單位：每日雙向行車量），在2016年平均只有11,000架次，而全港的跨境車流量，亦只有約42,000架次，但單單深圳灣口岸的預期車流量，是逾60,000架次；現實車流佔預期不足20%。同年《香港01》記者林炳坤、梁逸風亦發表類似言論，以深圳灣口岸作例子，批評廣深港高速鐵路香港段。而《東方日報》的《探射燈》專欄在2014年亦對深港西部通道的車流量亦有類似批評。
但東方報業集團旗下即時新聞網《on.cc東網》2016年3月又報導，深圳灣口岸的每日10.4萬人次的人流量遠超設計負荷，又引述深圳的士司機的批評，認為當局規劃深圳灣口岸鄰近的交通不完善。而香港《巴士的報》亦在同年報導，有市民要求深圳灣口岸24小時通關，以應付平均每日11萬人次的人流量。2018年在深圳市第六屆人民代表大会第六次會議中，深圳人大代表亦在會上重提深圳灣口岸24小時通關的提議。
而早於2000年前，顧問公司撰寫的研究報告已指出，當時香港三個陸路跨境通道的交通吞吐量「受到內地設施及支路的容車量所限制」，而不是香港單方面提升港方跨境通道設施所能解決。雖然該報告的結論，支持興建深港西部通道，並建議深港互相配合。
2016年7月，香港立法會議員易志明，在立會會議向運輸及房屋局局長張炳良提問，易議員引述貨運業業界及「據報」的消息，認為深圳灣口岸的交通十分擠塞，並已接近飽和，口岸配套設施不足，認為當局有否作出改善，但張炳良回應議員，認為車輛及旅客過關情况暢順，口岸港方路段能應付需求，而香港政府亦對港方口岸區的設施有所改善。
隨著高鐵香港西九龍站成為港深第二個一地兩檢的設施，香港政府需要分擔高昂的深圳灣口岸的建設費、土地平整費，以至落成後需要支付口岸土地的租金，與港府在西九龍站只收內地政府象征式租金不成比例，引起公眾爭議。2018年深圳市政府宣布調低深圳灣口岸香港口岸區的租金至象征式1,000元人民幣。
2019年1月19日，多個網站發表來源為深圳市交通运输委员会（深圳交委）的文章，認為深圳沙河西路与深港西部通道侧接线东行隧道的建成，能解決深圳灣口岸一帶的交通擠塞，使到沙河西路上落广深沿江高速公路的車輛，無需经过深圳湾口岸内部，分離深圳市內交通與跨境交通。

## 途經的公共交通
深圳灣口岸啟用當日，港方共有三條專利巴士路線（B2、B2P、B2X、B3、B3A、B3M、B3X）及一條專線小巴路線（新界618）於傍晚6時起投入服務。

### 的士
市區及新界的士也可以駛入深圳灣口岸港方口岸區接載乘客。

### 跨境巴士[59]
- 深圳灣跨境快線
  - 華僑城洲際酒店 ↔ 深圳灣口岸 ↔ 深水埗西九龍中心 ↔ 西灣河嘉亨灣
- 深西特快
  - 世界之窗公交站（深圳公交222總站） ↔ 深圳灣口岸 ↔ 港鐵九龍塘站
- 新幹線
  - 香港國際機場 ↔ 深圳灣口岸
- 中港通
  - 西部通道快線
    - 港鐵九龍站／圓方 ↔ 深圳灣口岸 ↔ 深圳寶安國際機場
    - 佐敦（北海街） ↔ 港鐵九龍站／圓方 ↔ 深圳灣口岸 ↔ 寶安汽車站

## 外部連結
- 香港政府路政署（深港西部通道）